# Microsoft WebMatrix
WebMatrix was een gratis webontwikkelomgeving van Microsoft. De ontwikkelkit bestaat uit een aantal tools en templates voor opensource PHP en .NET-applicaties.
WebMatrix is een ontwikkelomgeving die je lokaal kunt draaien. WebMatrix installeert IIS 7.5 Express en Microsoft SQL Server Compact 4.0. In WebMatrix zit ook een editor. Applicaties die hierin worden gebouwd zijn te exporteren naar een webserver. Standaard bevat de editor meer dan 30 hosting providers.
Microsoft ondersteunt met WebMatrix onder andere cms'en als WordPress, Joomla, Drupal, DotNetNuke en Umbraco. WebMatrix is vooral voor beginnende webontwikkelaars: ze hoeven geen webserver of database te configureren, aldaar dit voor hen wordt gedaan. Via web helpers kunnen eenvoudige scripts aan een site worden toegevoegd.